# Казачинский порог

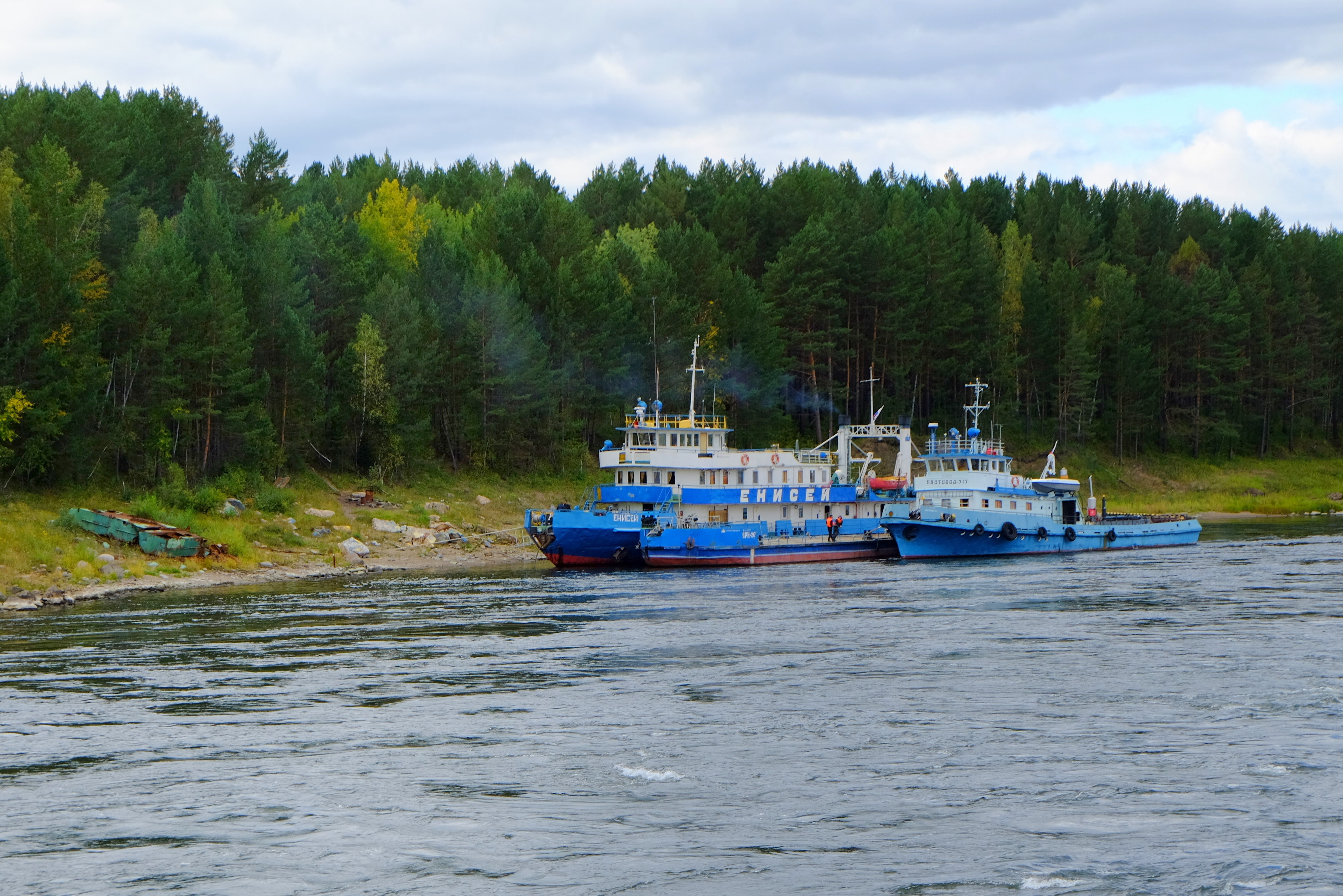
Туер Енисей в районе Казачинского порога.

Каза́чинский поро́г — порожистый участок на реке Енисей, в 30 км выше по течению от села Казачинское, при пересечении рекой отрогов Енисейского кряжа. Порог образован скальными выступами и каменистыми грядами, пересекающими русло реки по всей его ширине. Включает в себя два переката и два слива, где ширина русла сужается с 650 до 350 м. Общее падение на Казачинском пороге составляет 3,8 м. Скорость течения в пороге при проектном уровне 18 км/ч, а при различных колебаниях уровня воды может достигать 20-22 км/ч.
Под Нижним сливом порога расположен сложенный скальными породами остров Подпорожный (Островки). В пределах Казачинского порога в Енисей впадают реки Шилка (правый приток).

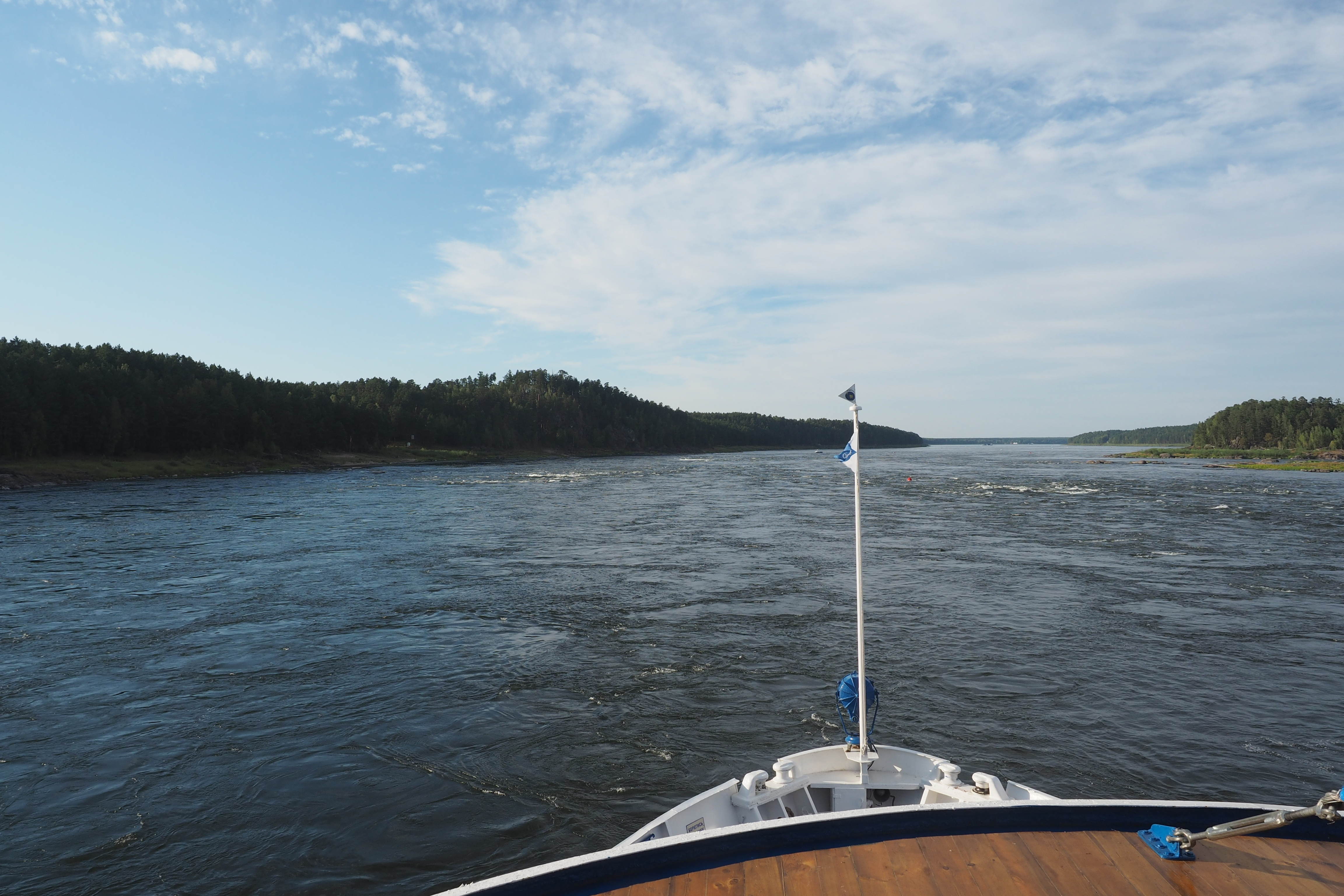
Вид на Казачинский порог, движение вниз

В связи с быстрым течением для ряда судов проход через порог вверх по течению затруднён. Проводка таких судов через пороги осуществляется единственным в России судном-туером — дизель-электроходом «Енисей». Порог является участком со светофорным регулированием движения судов, прохождение через него осуществляется под руководством капитана-наставника.
В районе порога — многочисленные археологические памятники эпох мезолита, неолита, бронзового века и др.